# 王舆 (南唐)
王舆（871年—944年），合肥（今属安徽）人。
早年和兄長王绾追隨杨行密。歷官光州刺史，後官左宣威副统军，壬戌，擔任镇海节度留后。南唐時，移镇鄂州，与甄廷坚不和，甄廷坚因事被诬告，王輿替他脫罪。轉任浙西节度使。保大二年卒。